# Архиепархия Сьюдад-Боливара
Архиепархия Сьюдад-Боливара (лат. Archidioecesis Civitatis Bolivarensis) — архиепархия Римско-католической церкви с центром в городе Сьюдад-Боливар, Венесуэла. В митрополию Сьюдад-Боливара входят епархии Матурина и Сьюдад-Гуаяны. Кафедральным собором архиепархии Сьюдад-Боливара является церковь святого Фомы.

## История
20 мая 1790 года Святой Престол образовал епархию Сан-Томас-де-Гуаяны путём выделения части территории епархии Пуэрто-Рико. Первоначально входила в митрополию Пуэрто-Рико.
24 ноября 1803 года Римский папа Пий VII издал буллу «In universalis Ecclesiae regimine», которой присоединил епархию Сан-Томас-де-Гуаяны к митрополии митрополии Каракаса. 23 ноября 1818 года и 12 октября 1922 года епархия Гуаяны передала часть своей территории для образования новых апостольского викариата Тринидада (сегодня — Архиепархия Порт-оф-Спейна) и епархии Куманы (сегодня — Архиепархия Куманы).
2 января 1953 года епархия Сан-Томас-де-Гуаяны была переименована в епархию Сьюдад-Боливара.
7 июня 1954 года и 24 мая 1958 года епархия Сьюдад-Боливара передала часть своей территории для образования новых епархий Барселоны и Матурина.
21 июня 1958 года Римский папа Пий XII издал буллу «Magna quidem», которой возвёл епархию Сьюдад-Боливара в ранг архиепархии.

## Ординарии архиепархии
- епископ Francisco Ibarra Herrera (19.12.1791 — 14.12.1798), назначен епископом Каракаса;
- епископ José Antonio García Mohedano (11.08.1800 — 17.10.1804);
- епископ José Bentura Cabello (20.02.1890 — 21.08.1871);
  - Sede vacante (1817—1828)
- епископ Mariano Talavera y Garcés (15.12.1828 — 1842);
- епископ Mariano Fernández Fortique (12.07.1841 — 6.02.1854);
- епископ José Manuel Arroyo Niño (19.06.1856 — 30.11.1884);
- епископ Manuel Felipe Rodríguez Delgado (30.07.1885 — 13.12.1887);
- епископ Antonio María Durán (25.09.1891 — 18.07.1917);
- епископ Sixto Sosa Díz (5.12.1918 — 16.06.1923), назначен епископом Куманы;
- епископ Miguel Antonio Mejía (19.06.1923 — 8.10.1947)4
- архиепископ Juan José Bernal Ortiz (21.10.1949 — 25.07.1965), назначен епископом Лос-Текеса;
- архиепископ Crisanto Darío Mata Cova (30.04.1966 — 26.05.1986);
- архиепископ Medardo Luis Luzardo Romero (26.05.1986 — 27.08.2011);
- архиепископ Ulises Antonio Gutiérrez Reyes (с 27.08.2011).

## Источник
- Annuario Pontificio, Libreria Editrice Vaticana, Città del Vaticano, 2003, ISBN 88-209-7422-3
- Булла In universalis Ecclesiae regimine, in Raffaele de Martinis, Iuris pontificii de propaganda fide. Pars prima, Tomo IV, Romae 1891, стр. 476  (лат.)
- Булла Magna quidem Архивная копия от 3 марта 2013 на Wayback Machine, AAS 51 (1959), стр. 211  (лат.)